# Zhořec
Zhořec (deutsch Shorschetz, früher Zhoretz) ist eine Gemeinde in Tschechien. Sie liegt vier Kilometer nordwestlich von Pacov und gehört zum Okres Pelhřimov.

## Geographie
Zhořec befindet sich im Süden der Böhmisch-Mährischen Höhe. Das Dorf liegt am Südhang der Pyramida (Zhoretzberg, 639 m). Westlich befindet sich das Tal des Baches Vodický potok, im Südosten entspringt der Panský potok. Gegen Osten erstreckt sich der Wald Panský les.
Nachbarorte sind Velká Černá und Jetřichovec im Norden, Hladov im Nordosten, Hrádek im Osten, Trucbaba und Pacov im Südosten, Bedřichov im Süden, Velká Rovná im Südwesten, Staňkův Mlýn, Ondřejka, Hrstky und Zadní Střítež im Westen sowie Zhoř und Těchobuz im Nordwesten.

## Geschichte
Die erste urkundliche Erwähnung des Dorfes erfolgte im Jahre 1316. Der Ort gehörte im 14. Jahrhundert zu den Besitzungen der Burg Choustník. Im Laufe der Geschichte wandelte sich der Name des Dorfes von Zhoř Vysoká, Zhoř Zadní in Zhorec. 1842 lebten in den 34 Häusern des Dorfes 287 Menschen. Pfarrort war Zhoř.
Nach der Aufhebung der Patrimonialherrschaften bildete Zhorec / Zhoretz einen Ortsteil der Gemeinde Zhoř in der Bezirkshauptmannschaft Pelhřimov. 1921 löste sich das Dorf von Zhoř los und bildete unter dem Namen Zhořec eine eigene Gemeinde. 1938 hatte Zhořec knapp unter 200 Einwohner. Zwischen 1948 und 1960 war die Gemeinde dem Okres Pacov zugeordnet und kam mit Beginn des Jahres 1961 nach dessen Aufhebung zum Okres Pelhřimov zurück. Zhořec wurde um 1950 elektrifiziert. 1960 entstand die Verbindungsstraße nach Bedřichov. Mit Jetřichovec ist Zhořec seit 1975 durch eine Nebenstraße verbunden. 1980 erfolgte die Eingemeindung nach Pacov. Seit 1990 bildet Zhořec wieder eine eigene Gemeinde.

## Gemeindegliederung
Für die Gemeinde Zhořec sind keine Ortsteile ausgewiesen. Zu Zhořec gehört die Einschicht Staňkův Mlýn.

## Sehenswürdigkeiten
- Kapelle